# Nicolò degli Agostini
Pour les articles homonymes, voir Agostini.
Nicolò ou Niccolò degli Agostini (né en XVIe siècle à Venise - mort ? ) fut un poète vénitien du XVIe siècle.

## Biographie
Nicolò degli Agostini continua le Roland amoureux que Matteo Maria Boiardo avait laissé inachevé en y ajoutant trois livres.
Il a aussi composé quelques poésies sur les guerres d'Italie (1509-1521) et une traduction des Métamorphoses d'Ovide.